# Trommelgerät
Trommelgerät (dal tedesco: "congegno a tamburo") fu la denominazione generica di alcuni tipi di lanciarazzi da aereo sperimentali, per uso anticarro e antibombardiere, sviluppati dalla Luftwaffe fra il 1939 ed il 1943.

## Storia
La fine degli anni trenta e la Seconda guerra mondiale videro un intenso sviluppo del settore della Missilistica, a tutti i livelli. In particolare, la Luftwaffe era molto interessata ai missili come armi per cacciabombardieri; poiché l'aviazione tedesca era stata sviluppata principalmente per fornire supporto tattico alla Wehrmacht, in base alla dottrina della Blitzkrieg.
L'idea di poter montare, sugli aerei da assalto, un lanciarazzi da bombardamento che potesse non solo sparare a ripetizione, ma anche colpire il bersaglio con la precisione di un cannone anticarro, fu portata avanti dall'Ufficio Armamenti LC-1 del Reichsluftfahrtministerium sin dal 1937. Passata la richiesta alle industrie belliche tedesche, nel 1939 rispose la Rheinmetall-Borsig, proponendo un Trommelgerät RZ 65: un tamburo rotante che poteva sparare a ripetizione i razzi RZ 65, anch'essi pure in fase di sperimentazione.
I vertici militari erano entusiasti di questo progetto iniziale, e ne seguirono lo sviluppo con ansia; ma il Trommelgerät RZ 65 fu solo il primo di una serie di successivi progetti Trommelgerät: ciascuno fu tormentato da una lunga fase di collaudi, prove e periodi di impiego operativo funestati da incidenti. Lo sviluppo di quasi tutti i Trommelgerät progettati fu abbandonato nel 1943. Una sola variante del Trommelgerät fu adottata definitivamente per l'impiego operativo: il Trommelgerät Wfr.Gr. 21cm, che fu montato in poche decine di Me 410 nel 1944, ma risultò essere un'arma molto diversa dall'idea iniziale del 1937 che il RLM intendeva realizzare.

## Tecnica
Furono sviluppati almeno quattro tipi principali di Trommelgerät; tutti si basavano sul principio del tamburo rotante, quasi come un revolver, azionato elettricamente. Il TG sparava a raffica come una mitragliatrice, a seconda di quanto a lungo il pilota teneva premuto il pulsante di sparo. Comunque, la cadenza di fuoco era abbastanza lenta anche per sparare colpi singoli. A seconda dei modelli, i Trommelgerät potevano sparare da 120 a 180 colpi al minuto.
- Trommelgerät RZ 65, lanciarazzi realizzato sia in versione da 8 che da 12 tubi per missili anticarro RZ 65.
- Trommelgerät RZ 73, lanciarazzi con 12 tubi per missili anticarro RZ 73.
- Trommelgerät RZ 15/8, lanciarazzi con 6 tubi per missili anticarro RZ 15/8.
- Trommelgerät Wfr.Gr. 21cm, mortaio pesante con 6 tubi per proiettili-razzo antibombardiere Werfergranate 21.

| Tipo    | Lunghezza      | Diametro | Massa Totale | Massa Propellente | Massa Esplosivo | Pressione Spinta | Velocità | Raggio azione |
| ------- | -------------- | -------- | ------------ | ----------------- | --------------- | ---------------- | -------- | ------------- |
| RZ 65   | 262 mm         | 73 mm    | 2780 g       | 583 g             | 130 g           | 300 Kp           | 260 m/s  | 350 m         |
| RZ 73   | 330 mm         | 73 mm    | 3167 g       | 685 g             | 280 g           | 680 Kp           | 360 m/s  | 400 m         |
| RZ 15/8 | ?              | 158 mm   | ?            | ?                 | ?               | ?                | ?        | ?             |
| BR 21cm | 1300 mm (tubo) | 210 mm   | 112,6 kg     | ?                 | 40,8 kg         | ?                | 320 m/s  | 1000 m        |

## Collaudi
Il Trommelgerät RZ65 o TG 65 fu sperimentato per la prima volta il 10 marzo 1939 a Rechlin, montato sulla pancia di un Messerschmitt Bf 110B-1 (Matricola WNR. 920, D-ADJD). Quindi, nel novembre 1941 furono attrezzati anche alcuni Bf 110E, per effettuare collaudi direttamente sul campo di battaglia. Complessivamente, furono sparati un totale di 2993 RZ 65, dei 3000 inizialmente prodotti dalla Rheinmetall-Borsig; ma non vi fu alcun altra commessa di produzione, poiché sia la precisione che il potenziale offensivo degli RZ 65 furono ritenuti del tutto insoddisfacenti. Effettuando un confronto con un cannone MG FF/M da 20 mm, questi risultò il doppio più preciso; quindi lo RZ65 non poteva considerarsi superiore al cannone, anche per via del modesto carico di esplosivo. Pertanto, lo RLM rifiutò l'arma.
Quasi contemporaneamente, comunque, furono portati avanti i progetti degli RZ 73 ed RZ 15/8, proprio per poter valutare armi maggiormente distruttive. Il problema fondamentale con questi Trommelgerät più potenti, e quindi dotati di maggior carica propellente per il lancio del missile, era che il "congegno a tamburo" veniva montato sotto la pancia dell'aereo, per praticità di carico e fuoco: ciò comportava elevate probabilità che la scia infuocata, di accensione e spinta dei razzi, bruciasse il muso, la fusoliera e la coda del velivolo.
Lo RZ 73 si rivelò molto più efficace come razzo in se stesso, e caricato in Trommelgerät fu collaudato anche in altri tipi di aerei, oltre che il Bf 110, quali lo He 111 ed il Me 210. Sebbene i risultati delle prove di tiro fossero un po' più incoraggianti del RZ 65, poiché lo RZ 73 dimostrò una possibilità del 40% di centrare un bersaglio da 3,6 x 2,6 m posto a 350 m di distanza, tuttavia gli aerei che impiegarono il TG 73 subirono danni strutturali più o meno gravi. Infine, il TG 73 fu abbandonato e gli RZ 73 furono modificati per l'impiego antibombardiere con la denominazione Föhn Hs 217, per essere adottati in un altro progetto, il Bachem Ba 349 "Natter".
Lo RZ 15/8 fornì prove ancora peggiori quanto ad affidabilità, se montato su un Trommelgerät; mostrandosi del tutto inadatto al lancio da sotto la pancia dell'aereo.
Il Werfergranate 21 era già impiegato dai caccia intercettori della Luftwaffe nel 1943, con applicazione in tubi sotto le ali. Fu quindi realizzato un Trommelgerät Wfr.Gr. 21cm detto anche TG BR 21cm a 6 tubi, in modo tale che il caccia avesse almeno 6 tiri a disposizione contro i bombardieri nemici, anziché lanciare la salva completa di Werfergranate 21 con un solo tiro. Rispetto agli altri TG, il Trommelgerät BR 21cm era davvero grande ed ingombrante. Fu sperimentato sui Me 210 e Me 410, nei quali era installato nella stiva bombe, sotto il muso: sporgevano all'esterno solo i tubi inferiori del tamburo (il tubo che faceva fuoco era quello, rotazione dopo rotazione, che si trovava più in basso). Le sistemazioni iniziali diedero notevoli problemi, specie danneggiamenti alla pancia degli aerei. Poi si trovò una soluzione rendendo il TG BR 21cm abbassabile idraulicamente, dalla stiva bombe verso l'esterno, con un'inclinazione di 15° verso l'alto: praticamente, facendolo sparare come un comune mortaio da fanteria, tipo il Neberwelfer 42. Sebbene, in ultima analisi, questo fu l'unico Trommelgerät di discreto successo, all'atto pratico non rispettava i criteri secondo i quali il concetto di Trommelgerät era stato originariamente concepito nel 1937: pur potendo sparare a ripetizione ben 6 proiettili di mortaio ad elevato potenziale distruttivo, il TG BR 21cm era un'arma molto imprecisa e non affatto paragonabile ad un cannone anticarro.